# Morote-Otoshi
 (novembre 2011).
Si vous disposez d'ouvrages ou d'articles de référence ou si vous connaissez des sites web de qualité traitant du thème abordé ici, merci de compléter l'article en donnant les références utiles à sa vérifiabilité et en les liant à la section « Notes et références ».
Morote-Otoshi est une technique de projection au judo.
Le pratiquant doit effectuer la même position que dans Morote-Seoi-Nage, mais en déséquilibrant un peu plus avec le bras droit. Puis il descend son genou au sol ou il place sa jambe en barrage près du bord extérieur des pieds de son adversaire.